# X (Def-Leppard-Album)
X ist das achte, 2002 veröffentlichte Studioalbum der britischen Hard-Rock-Band Def Leppard. Der Titel bezieht sich auf die römische Schreibweise der Zahl Zehn, da es sich bei dem Album, wenn man die zwei bis 2002 veröffentlichten Kompilationsalben (Retro Active und Vault: Def Leppard Greatest Hits) der Band mitzählt, um das insgesamt zehnte Album der Gruppe handelt.

## Hintergrund
Wie schon beim 1996 veröffentlichten Album Slang wandte sich Def Leppard bei den Aufnahmen zu X erneut vom bekannten Klangbild ab und versuchte, unter Zuhilfenahme von Marti Fredrickson, der schon mit Aerosmith gearbeitet hatte, sowie Andreas Carlson und Per Aldeheim (´N Sync, Britney Spears, Backstreet Boys), die musikalische Ausrichtung zu verändern. Insgesamt schien die Gruppe nach einem poppigeren, radiotauglichen Klang zu suchen.
Die Produktion übernahm erneut Pete Woodroffe, der schon an der Entstehung beiden vorherigen Alben mitgewirkt hatte. Die meisten Lieder wurden in Joe’s Garage, dem privaten Tonstudio von Sänger Joe Elliott, aufgenommen, hier wurden auch alle Gesangsspuren aufgezeichnet. Die Instrumentalaufnahmen für die Titel Now, You’re so Beautiful und Everyday wurden von Marti Frederiksen in den Rumbo Studios in Los Angeles aufgenommen, der Titel Unbelievable wurde von Per Aldeheim und Andreas Carlsson in den Polar Studios in Stockholm aufgezeichnet und produziert.

## Rezeption
Thomas Kupfer (Rock Hard) schrieb zu diesem Album, es werde „kaum an die (kommerziellen) Jahrhunderterfolge „Pyromania“ und „Hysteria“ anknüpfen“ können, obwohl „das Quintett mit diversen etablierten Co-Autoren“ kollaboriert habe, um dem eigenen Material „einen zeitgemäßen Anstrich zu geben“. Diese hätten zwar versucht, „neue Impulse zu setzen“, letzten Endes müsse man aber feststellen, dass „dies (gottlob?) nicht gelungen“ sei. Lediglich „die Tatsache, dass man auf „X“ die Rockeinflüsse zugunsten poppigerer Klänge noch mehr in den Hintergrund gedrängt“ habe, zeuge „vom Einfluss der Co-Schreiber-Riege“. Das Album wolle „auch nach mehreren Durchläufen nicht so recht zünden“, das Songmaterial wirke „phasenweise erschreckend kalkuliert und glatt geschliffen“, und einen „druckloseren Gesang“ habe Sänger Joe Elliott „noch nie abgeliefert“. Nur vereinzelte Titel erinnerten „bei viel Vorstellungsvermögen an frühere Heldentaten“ des Quintetts. Ansonsten dominiere „gepflegte Langeweile“, die nur vom „einen oder anderen Aufflackern der typischen Def Leppard-Melodiebögen durchbrochen“ und so vor „dem totalen Mittelmaß gerettet“ würde.
Stephen Thomas Erlewine von Allmusic konstatierte, es sei der Gruppe mit dem 1999 veröffentlichten Album „Euphoria“ „nicht gelungen, in der populären Wahrnehmung“ (weiterhin) „als aktive Band wahrgenommen“ zu werden. Auch X könne „diesen Makel sicher nicht beseitigen“, weil vieles auf dem Album klänge, als sei die Band „auf der verzweifelten Suche nach einem neuen Hit“. Positiv müsse angemerkt werden, dass sie „nicht angesagten Klängen nachgejagt“ habe, sie handele jedoch „altersgemäß“. Erlewine kommt zu dem Schluss, die „glatte Produktion“ und das „selbstbewusst Erwachsene“ machten das Album „bedauerlicherweise“ zu „einer bleiernen Angelegenheit.“

## Titelliste
1. Now (Marti Frederiksen, Phil Collen, Joe Elliott, Vivian Campbell, Rick Savage, Rick Allen) 3:58
2. Unbelievable (Per Aldeheim, Andreas Carlsson, Max Martin) 3:58
3. You're So Beautiful (Frederiksen, Collen, Elliott, Campbell, Savage, Allen) 3:31
4. Everyday (Frederiksen, Collen, Elliott, Campbell, Savage, Allen) 3:08
5. Long, Long Way to Go (Wayne Hector, Steve Robson) 4:38
6. Four Letter Word (Collen, Elliott, Campbell, Savage, Allen) 3:07
7. Torn to Shreds (Collen, Savage, Elliott, Campbell, Allen) 2:56
8. Love Don't Lie (Elliott, Collen, Campbell, Savage, Allen) 4:46
9. Gravity (Collen, Elliott, Pete Woodroffe, Campbell, Savage, Allen) 2:33
10. Cry (Collen, Elliott, Campbell, Savage, Allen) 3:17
11. Girl Like You (Campbell, Collen, Elliott, Savage, Allen) 2:49
12. Let Me Be the One (Elliott, Campbell, Collen, Savage, Allen) 3:29
13. Scar (Collen, Elliott, Campbell, Savage, Woodroffe, Allen) 4:59
14. Kiss the Day (Savage, Collen, Elliott, Campbell, Allen) 4:27 (Bonus-Track in Europa)